# Marco Kreuzpaintner
Marco Kreuzpaintner (Rosenheim, 11 de març de 1977) és un director de cinema alemany. Es va donar a conèixer per primera vegada gràcies al curtmetratge de 12 minuts titulat Entering Reality. Amb August Diehl i August Zirner, Kreuzpaintner va dirigir el seu curtmetratge, que va participar en nombrosos festivals. Kreuzpaintner tornaria a treballar amb Diehl dos anys més tard en un altre curtmetratge, Der Atemkünstler.
El 1999, Kreuzpaintner va treballar com a ajudant de doblatge de l'última pel·lícula de Stanley Kubrick, Eyes Wide Shut. Va rodar la versió pilot de REC - Kassettenmadchen / Kassettenjungs per la productora Jetzt Film. També va treballar com a ajudant personal d'Edgar Reitz entre 1998 i 2001 i, així, va col·laborar en la preparació de la producció de Heimat 3. El juny de 2003, Marco Kreuzpaintner va fer el seu debut en la pantalla gran amb Ganz und gar. Poc després, va suscitar l'atenció internacional amb un guardonat film, ja clàssic: Sommersturm (2004), protagonitzat per Robert Stadlober i Kostja Ullman.
Kreuzpaintner també va cridar l'atenció del director Roland Emmerich, que el va contractar per al projecte Trade. Coprotagonizat per Kevin Kline i Alicja Bachleda-Curuś, el film, que relata una història de tràfic de nens entre Mèxic i els Estats Units, es va rodar entre octubre de 2005 i l'hivern de 2006, i es va estrenar a les sales cinematogràfiques el 2007. La producció va rebre el premi cinematogràfic Bernhard Wicki en l'edició de 2007 del Filmfest München.

## Filmografia
- 1999: Entering Reality (idea i director)
- 2000: Der Atemkünstler (guió i director)
- 2000: Nebensächlichkeiten (director)
- 2002: REC - Kassettenjungs/Kassettenmädchen (director)
- 2003: Ganz und gar (director)
- 2004: Sommersturm (guió i director)
- 2006: Die Wolke (guió)
- 2007: Trade (director)
- 2008: Krabat i el molí del diable (guió i director)